# Бхартрдаман
Бхартрдаман — правитель саків з династії Західні Кшатрапи. Упродовж перших чотирьох років правління його монети йменували його лише сатрапом, після чого на монетах з'явився титул магакшатрап. Був другим з двох синів Рудрасени II і братом свого попередника Вісвасімхи.